# Pavel Kohout

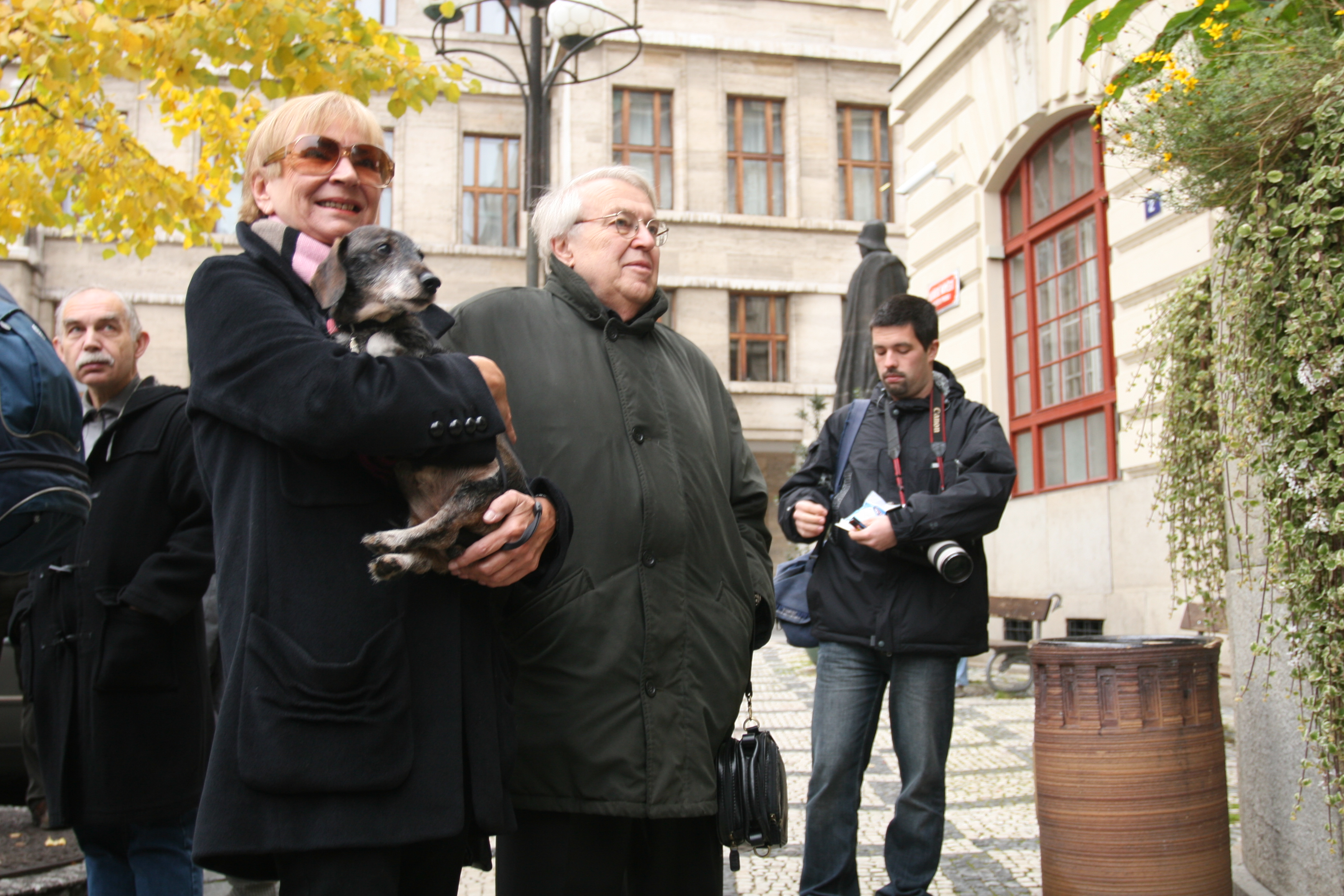
Pavel Kohout y su esposa, Jelena Mašínová, en 2007.

Pavel Kohout (Praga, 20 de julio de 1928) es un escritor y dramaturgo checo. Pese a su ideología comunista fue exiliado de Checoslovaquia tras formar parte destacada de la llamada Primavera de Praga. Con su obra prohibida en su país natal, Kohout se estableció en Austria, donde siguió trabajando tanto en narrativa como en teatro. En 1975 el gobierno austriaco le concedió el Gran Premio Estatal de Literatura Europea. Actualmente vive tanto en Praga como en Viena.

## Biografía
Durante su adolescencia Pavel Kohout vivió la Segunda Guerra Mundial, sintiéndose identificado con el estalinismo, aunque más adelante llegó a defender el comunismo reformista. Estudió literatura europea y filosofía en la Universidad Carolina de Praga y se dio a conocer como autor de obras infantiles y como periodista.
Desde sus primeros años de juventud se comprometió políticamente, lo que hizo que adquiriera muy pronto gran popularidad y fama. A mediados de 1949 se inició en el servicio diplomático de su país al ser nombrado asistente del agregado cultural de la embajada checoslovaca en Moscú. De 1951 a 1952 fue redactor jefe de la revista satírica Dikobraz («Puercoespín»), para pasar después a la redacción de televisión de la CSSR.
Desde 1956 trabajó como escritor independiente y director de escena en el segundo teatro más importante de Praga, Vinohradske Divadlo. Después de haber experimentado diversos campos de la literatura, dedicó su afición exclusivamente al teatro, escribiendo veinte obras teatrales que él mismo dirigía y convirtiéndose en el autor checoslovaco más representado de su país con producciones como Pobre asesino, Guerra en el tercer piso, Viaje alrededor del mundo en 80 días, Un amor así, Juego de reyes o Cianuro a la hora del té, entre otras.
En 1963 contrajo matrimonio con la también escritora Jelena Masinová. En 1967 fue sancionado por el Partido Comunista por haber leído un texto de Solzhenitsyn durante el Cuarto Congreso de Escritores Checoslovacos. Más tarde, su correspondencia con Günter Grass acabó por ponerlo en el primer plano de los escritores reformistas que habrían de constituir la vanguardia de la Primavera de Praga.
Después de los acontecimientos ocurridos en agosto de 1968 (invasión de Checoslovaquia por el Pacto de Varsovia), Kohout fue expulsado del Partido Comunista por desarrollar «actividades en contra del Estado» y, aunque no fue encarcelado, se le retiró el permiso de trabajo, el de publicación, el de estreno y el de poder viajar al extranjero. Sus obras, a partir de entonces, solo pudieron circular en su país clandestinamente, en ejemplares mecanografiados y distribuidos por la editora Edice Peticle.
Durante los diez años siguientes Kohout tomó parte activa en todas las iniciativas ciudadanas en contra de la invasión rusa. Junto su amigo Václav Havel —colaborador en algunas obras y años más tarde presidente de la República Checa— fue uno de los autores y firmantes del documento que se conoció como Carta 77, donde se exigían mayores libertades.
En 1978 las autoridades le permitieron salir del país con su esposa para recoger el Premio Austriaco de Literatura Europea, pero les impidieron regresar. Custodiados militarmente fueron devueltos a territorio austriaco y se les privó de la nacionalidad checoslovaca. Tras instalarse en Austria, Pavel Kohout retomó su actividad como creador de propuestas literarias.

## Obra
Pavel Kohout comenzó su carrera literaria componiendo poemas y versos pro-comunistas, para luego escribir varias obras de teatro contemporáneas como Zářijové noci (1955). A principios de la década de 1960, se hizo famoso por sus elegantes adaptaciones de obras de renombre mundial como La guerra de las salamandras de Karel Čapek, La vuelta al mundo en 80 días de Julio Verne y El buen soldado Svejk de Jaroslav Hašek.
Con su novela Cabeza abajo (cuyo título original Bílá kniha sería traducible como Libro blanco), Kohout continuaría el camino iniciado a principios del siglo XX por otros célebres escritores checos ─como Franz Kafka, Karel Čapek o Alfred Kubin─ a la hora de explorar la realidad usando la fantasía como recurso privilegiado. El protagonista Adam Juracek es un mero profesor de gimnasia y dibujo en la Checoslovaquia socialista que vence la ley de gravitación universal y camina por los techos, lo que le hace ser sospechoso para las autoridades políticas, académicas y religiosas ya que no conviene a los saberes institucionalizados, desencadenando una serie de equívocos y absurdos que pasarán de lo cómico a lo terrorífico. La estructura narrativa, en forma de collage como si fuera una reconstitución realizada por un historiador treinta años después, recoge registros, protocolos, declaraciones y otras anotaciones. El libro, que fue prohibido en Checoslovaquia, aborda el papel que toma la resistencia individual frente al autoritarismo, tema que repetirá en otras de sus obras.
La novela La verduga (Katyně, publicada primero en samizdat en 1970) es una parábola absurda en la cual la protagonista estudia en una academia para verdugos. La obra describe el ilimitado poder del totalitarismo pero también la capacidad de adaptación de las personas a las condiciones más absurdas. Sobre este texto, el propio Kohout expresó: «me sorprendió mucho, desde el punto de vista psicológico, la minuciosidad en la preparación para matar [...] entonces me decidí a hacer un libro que tuviera como base este tema». A este libro le siguió la novela alegórica El beso de Clara (Nápady svaté Kláry, 1982), que trata sobre una adolescente que es clarividente.
Los acontecimientos vividos por Kohout en torno a la Carta 77 aparecen reflejados en la novela de carácter autobiográfico ¿Donde está enterrado el perro? (Kde je zakopán pes, 1987). En ella narra desde las detenciones y la prohibición de publicar sus obras hasta la confiscación de su casa, así como el envenenamiento del animal que da título al libro. Según el académico Miroslav Zelinský, «toda la narración ha sido escrita de tal manera que parezca la continua conversación del protagonista con su perro, porque la mayoría de la gente a su alrededor ha dejado de escucharle por miedo o por cobardía».
La novela Hodina tance a lásky (publicada primero en alemán en 1989 y luego en checo en 1992) abrió un camino nuevo para Kohout, la Segunda Guerra Mundial, tema al que regresaría en posteriores trabajos. Asimismo, la coyuntura política de la década de 1990 inspiró Sněžím (1992), obra escrita tras el estancamiento que se produjo en las investigaciones sobre quienes, entre los nuevos políticos de la recién creada República Checa, habían trabajado previamente como agentes secretos de la seguridad del estado en el antiguo régimen totalitario. En la obra, la poeta Petra Marova, que nunca se posicionó a favor del antiguo régimen y tuvo que pagar por ello, se enfrenta a los dos hombres que amó; ambos se acusan mutuamente de prestar servicios al anterior régimen y ella decide averiguar a toda costa quien dice la verdad y quien la está engañando.
Su siguiente novela, La hora estelar de los asesinos (Hvězdná hodina vrahů, 1995) es un thriller ambientado en febrero de 1945, cuando las tropas soviéticas se encuentran a las puertas de Praga, ocupada por los nazis. La obra combina la crónica histórica con la novela negra.
En La larga ola tras la quilla (Ta dlouhá vlna za kýlem, 2000) dos familias coinciden en un crucero por el Pacífico sur; los diversos personajes recuerdan los acontecimientos vividos durante la Segunda Guerra Mundial y las heridas abiertas en ambas familias, enemigas irreconciliables con versiones opuestas de lo sucedido en aquel período.
Kohout también ha publicado memorias, como su doble volumen Mi vida con Hitler, Stalin y Havel (Můj život s Hitlerem, Stalinem a Havlem, 2011) y dos ediciones de su anterior Diario de un contrarrevolucionario (Z deníku kontrarevolucionáře, publicada en alemán en 1969, y en checo en 1997).

## Estilo
Una característica común en la obra de Kohout es su habilidad para realzar el efecto dramático así como la pronta reacción ante los problemas cotidianos. Sus novelas de los años 1990 analizan conflictos y dilemas morales tales como las relaciones entre alemanes y checos, la ocupación nazi de Checoslovaquia o la deportación de los alemanes tras la finalización de la Segunda Guerra Mundial. Por otra parte, los textos de Kohout siempre se caracterizan porque representan a la sociedad y contienen diálogos inteligentes capaces de captar el interés del lector.